# معركة الباب
كانت معركة الباب معركة من أجل مدينة الباب في محافظة حلب شملت هجومًا عسكريًا شنته جماعات متمردة سورية (بما فيها الجماعات المنتمية إلى الجيش السوري الحر) و‌القوات المسلحة التركية شمال الباب، وهجومًا منفصلًا لقوات سوريا الديمقراطية شرق وغرب المدينة، وهجومًا ثالثًا للجيش السوري من جنوب المدينة. وكانت القوات الشمالية ذات القيادة التركية تسعى إلى السيطرة على الباب وانتزاعها من قبضة تنظيم الدولة الإسلامية، كجزء من التدخل العسكري التركي في سوريا.
كانت المعركة متزامنة مع عمليات أخرى مناوئة لداعش، بما في ذلك هجوم الرقة الذي شنته قوات سوريا الديمقراطية، و‌معركة الموصل التي شنتها القوات العراقية، ومعركة سرت التي شنتها حكومة الوفاق الوطني الليبية.
في 17 فبراير، ادعى الجيش التركي أنه كان قريبًا من السيطرة على الباب. غير أن المرصد السوري لحقوق الإنسان اعترض على ذلك، واستشهد بمصادر محلية ذكرت أن 90 في المائة من المدينة لا تزال تحت سيطرة داعش.
في 21 فبراير، سيطر الجيش السوري على بلدة رسم حرمل الإمام الاستراتيجية، وكذلك قرية بالقرب من قاعدة كويرس الجوية. في 23 فبراير، شنت قوات درع الفرات هجومًا آخر على الباب وسيطرت على معظم المدينة مع إعلان وزير الدفاع التركي فكري إيشيق أنها كانت تسيطر عليها بشكل كامل تقريبًا. ومع ذلك، كانت المعارك في الشوارع لا تزال جارية مع إشارة المرصد السوري إلى أن داعش لا يزال يسيطر على أكثر من نصف المدينة. وأحكم المتمردين الذين تقودهم تركيا السيطرة على المدينة لاحقًا. وأكد المرصد السوري لحقوق الإنسان أيضًا أنهم يسيطرون تمامًا على المدينة. كما أنهم سيطروا على بزاعة وقباسين بعد انسحاب داعش إلى الجنوب.

## ما بعد
في 24 فبراير، قتلت سيارة مفخخة 5 مقاتلين متمردين و35 مدنيًا، وجرح عشرات آخرين في قرية سوسيان، إلى الشمال الغربي من الباب. بعد وقت قصير من سيطرة القوات المتمردة المدعومة تركيًا على الباب، بدأت القوات التركية قصف قوات داعش في بلدة تادف، جنوب الباب. في حين حررت قوات النمر قرية مناظر الجرف من تنظيم داعش.